# José Maria Nicolau
José Maria Nicolau, (15 de outubro de 1908 – 25 de agosto de 1969) foi um ciclista português. Ingressou no Sport Lisboa e Benfica em 1929. Venceria com a camisola encarnada a Volta a Portugal em 1931 e 1934. O país desportivo, na década de 1930, rejubilou com os seus famosos duelos com o arqui-rival sportinguista Alfredo Trindade, também de Cartaxo. Ambos tinham cinco meses de diferença de idade e uma mútua amizade. Nicolau era alto, forte e possante, ao contrário de Trindade, pequeno e franzino. Esta sã rivalidade desportiva entre os dois contribuiu decisivamente para a consolidação dos dois emblemas desportivos a nível nacional. Nicolau é considerado o maior corredor da História do ciclismo do Benfica, modalidade simbolicamente representada no seu emblema.
Terminaria a sua carreira no dia 24 de setembro de 1939. Faleceu a 25 de agosto de 1969, num acidente de viação, quando Alfredo Trindade era, por curiosidade, técnico de ciclismo do Benfica.

## Carreira desportiva
- Grupo Sportivo de Carcavelos: 1928
- Sport Lisboa e Benfica: 1929-1939

## Palmarés desportivo
1930
- 100 km da Golegã
- Lisboa-Coimbra

1931
- Volta a Portugal (6 etapas ganhas)
- Porto-Vigo
- Taça da União
- Volta a Lisboa

1932
- Taça da União
- Volta a Lisboa
- Porto-Lisboa (recorde de menor tempo gasto)
- Lisboa-Coimbra
- Vencedor de 12 etapas em 19 possíveis na Volta a Portugal

1933
- Lisboa-Bombarral-Lisboa

1934
- Volta a Portugal
- Tábua-Coimbra-Tábua
- Porto-Lisboa

1935
- Porto-Lisboa